# 加布里埃爾·帕萊塔
加布里埃爾·亚历杭德罗·帕萊塔（西班牙語：Gabriel Alejandro Paletta；1986年2月15日—）是一位意大利足球運動員，場上司职中後衛，曾效力於意甲豪门AC米兰与英超球队利物浦。現效力於意乙球队蒙扎，并代表意大利国家队參加国际比賽。